# Trave
El Trave (llatí Trava o Dravena) és un riu de l'estat alemany de Slesvig-Holstein, amb una llargada de 112 quilòmetres. Neix al poblat de Giesselrade, al nord del municipi d'Ahrensbök i desemboca al Mar Bàltic a Travemünde. El 2016 va ser elegit «Paisatge fluvial alemany de l'any».

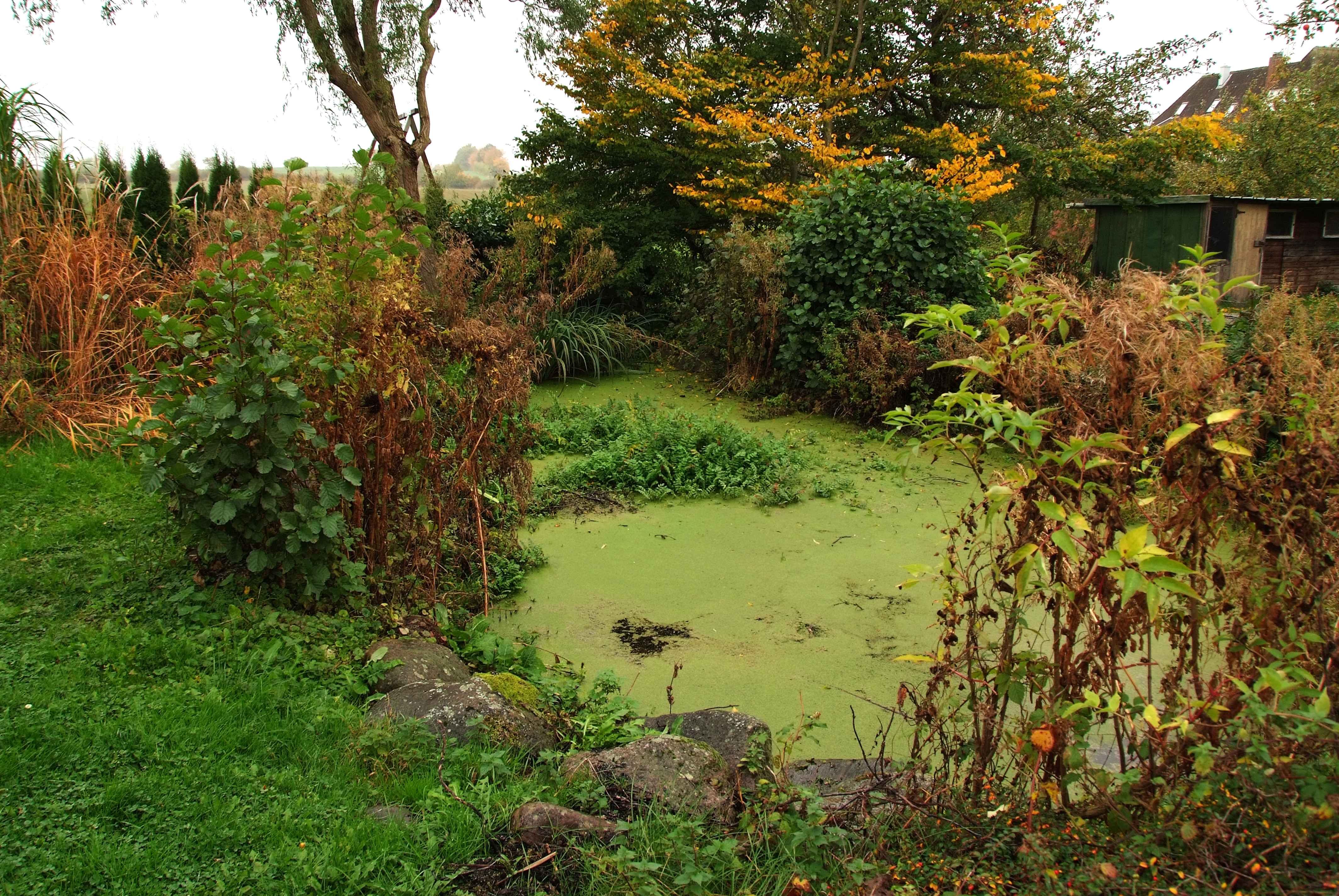
Estany a Giesselrade on neix el Trave

A l'edat mitjana tenia un paper important per a la navegació comercial cap a Bad Oldesloe, avui només queda navegable uns trenta quilòmetres des de la confluència amb el Canal Elba-Lübeck al nord de la ciutat de Lübeck fins a la desembocadura al Mar Bàtic. Històricament, com a eix comercial, va tenir un paper important en la creació i el desenvolupament de les ciutats hanseàtiques de Lübeck i Bad Oldesloe. De Lübeck avall cap al mar el seu curs va ser canviat i apregonat per a les necessitats del transport fluvial des de mitjan segle xix.
El nom significa «flum, riu», i prové d'una arrel indogermànic «drava» que significa fluir, fluix, el mateix que es troba també en el nom d'altres rius com Durença i Drac a França o Drwęca i Drawa a Polònia.
Afluents
- Clever Au
- Schwartau
- Rönne
- Beste
  - Norderbeste
  - Süderbeste
- Wakenitz
- Stepenitz